# Cúp bóng đá nữ châu Đại Dương 1994
Cúp bóng đá nữ châu Đại Dương 1994 là Giải vô địch bóng đá nữ châu Đại Dương thứ năm, diễn ra tại Papua New Guinea từ 14 tháng 10 tới 20 tháng 10 năm 1994. Đây cũng là vòng loại khu vực châu Đại Dương của Giải vô địch bóng đá nữ thế giới 1995 ở Thụy Điển.

## Vòng bảng
| Đội              | Tr | T | H | B | BT | BB | HS  | Đ |
| ---------------- | -- | - | - | - | -- | -- | --- | - |
| Úc               | 4  | 3 | 0 | 1 | 13 | 2  | +11 | 9 |
| New Zealand      | 4  | 3 | 0 | 1 | 10 | 2  | +8  | 9 |
| Papua New Guinea | 4  | 0 | 0 | 4 | 0  | 19 | -19 | 0 |

| New Zealand | 2–1      | Úc     |
| ----------- | -------- | ------ |
| Sharpe      | Chi tiết | Forman |

| New Zealand | 2–0      | Papua New Guinea |
| ----------- | -------- | ---------------- |
| Baker       | Chi tiết |                  |

| Úc                                               | 7–0 | Papua New Guinea |
| ------------------------------------------------ | --- | ---------------- |
| Pumpa · Salisbury · Casagrande · Hughes · Forman |     |                  |

| Úc     | 1–0      | New Zealand |
| ------ | -------- | ----------- |
| Murray | Chi tiết |             |

| Papua New Guinea | 0–4 | Úc                                       |
| ---------------- | --- | ---------------------------------------- |
|                  |     | Salisbury · Casagrande · Hughes · (l.n.) |

| Papua New Guinea | 0–6      | New Zealand                                        |
| ---------------- | -------- | -------------------------------------------------- |
|                  | Chi tiết | Dermott · Henderson · Crawford · Jacobson · Sharpe |

| Vô địch Cúp bóng đá nữ châu Đại Dương 1994 |
| ------------------------------------------ |
| · Úc · Lần thứ nhất                        |